# 67-й меридіан західної довготи
67-й меридіан західної довготи — лінія довготи, що лежить на 67 градусів західніше Гринвіцького меридіана. Вона проходить від Північного полюса через Північний Льодовитий океан, Північну Америку, Атлантичний океан, Південну Америку, Південний океан та Антарктиду до Південного полюса.
67-й меридіан західної довготи формує велике коло разом із 113-тім меридіаном східної довготи.

## Список географічних об'єктів, що перетинає 67° зх. д.
Починаючи на Північному полюсі та рухаючись до Південного полюса, 67-й меридіан західної довготи проходить через:
| Координати                                                 | Країна, територія або море | Примітки |
| ---------------------------------------------------------- | -------------------------- | --- |
| 90°0′ пн. ш. 67°0′ зх. д. / 90.000° пн. ш. 67.000° зх. д.  | Північний Льодовитий океан | |
| 83°12′ пн. ш. 67°0′ зх. д. / 83.200° пн. ш. 67.000° зх. д. | Море Лінкольна             | |
| 82°57′ пн. ш. 67°0′ зх. д. / 82.950° пн. ш. 67.000° зх. д. | Канада                     | Нунавут — проходить через острів Елсмір                                                                                            |
| 80°58′ пн. ш. 67°0′ зх. д. / 80.967° пн. ш. 67.000° зх. д. | Протока Нерса              | |
| 80°24′ пн. ш. 67°0′ зх. д. / 80.400° пн. ш. 67.000° зх. д. | Гренландія                 | Проходить Землю Вашингтона[en] |
| 80°3′ пн. ш. 67°0′ зх. д. / 80.050° пн. ш. 67.000° зх. д.  | Протока Нерса              | Басейн Кейна |
| 79°9′ пн. ш. 67°0′ зх. д. / 79.150° пн. ш. 67.000° зх. д.  | Гренландія                 | Проходить через Землю Інглфілда[en]                                                                                                |
| 75°59′ пн. ш. 67°0′ зх. д. / 75.983° пн. ш. 67.000° зх. д. | Море Баффіна               | |
| 70°0′ пн. ш. 67°0′ зх. д. / 70.000° пн. ш. 67.000° зх. д.  | Дейвісова протока          | |
| 69°24′ пн. ш. 67°0′ зх. д. / 69.400° пн. ш. 67.000° зх. д. | Канада                     | Нунавут — проходить через півострів Генрі Картера[en] на Баффіновій Землі                                                          |
| 69°11′ пн. ш. 67°0′ зх. д. / 69.183° пн. ш. 67.000° зх. д. | Дейвісова протока          | |
| 68°27′ пн. ш. 67°0′ зх. д. / 68.450° пн. ш. 67.000° зх. д. | Канада                     | Нунавут — проходить через півострів Камберленд на Баффіновій Землі                                                                 |
| 66°21′ пн. ш. 67°0′ зх. д. / 66.350° пн. ш. 67.000° зх. д. | Затока Камберленд          | |
| 65°28′ пн. ш. 67°0′ зх. д. / 65.467° пн. ш. 67.000° зх. д. | Канада                     | Нунавут — проходить через півострів Голл на Баффіновій Землі                                                                       |
| 63°14′ пн. ш. 67°0′ зх. д. / 63.233° пн. ш. 67.000° зх. д. | Затока Фробішера           | |
| 63°6′ пн. ш. 67°0′ зх. д. / 63.100° пн. ш. 67.000° зх. д.  | Канада                     | Нунавут — проходить через острів Чейз[en]                                                                                          |
| 63°5′ пн. ш. 67°0′ зх. д. / 63.083° пн. ш. 67.000° зх. д.  | Затока Фробішера           | |
| 62°44′ пн. ш. 67°0′ зх. д. / 62.733° пн. ш. 67.000° зх. д. | Канада                     | Нунавут — проходить через півострів Мета-Інкогніта на Баффіновій Землі                                                             |
| 62°2′ пн. ш. 67°0′ зх. д. / 62.033° пн. ш. 67.000° зх. д.  | Гудзонова протока          | |
| 60°30′ пн. ш. 67°0′ зх. д. / 60.500° пн. ш. 67.000° зх. д. | Затока Унгава              | |
| 58°27′ пн. ш. 67°0′ зх. д. / 58.450° пн. ш. 67.000° зх. д. | Канада                     | Квебек Ньюфаундленд і Лабрадор Квебек Ньюфаундленд і Лабрадор Квебек Ньюфаундленд і Лабрадор Квебек Ньюфаундленд і Лабрадор Квебек |
| 49°51′ пн. ш. 67°0′ зх. д. / 49.850° пн. ш. 67.000° зх. д. | Річка Святого Лаврентія    | |
| 48°59′ пн. ш. 67°0′ зх. д. / 48.983° пн. ш. 67.000° зх. д. | Канада                     | Квебек — проходить через Ба-Сен-Лоран Нью-Брансвік                                                                                 |
| 45°9′ пн. ш. 67°0′ зх. д. / 45.150° пн. ш. 67.000° зх. д.  | Затока Пассамакуодді[en]   | |
| 45°0′ пн. ш. 67°0′ зх. д. / 45.000° пн. ш. 67.000° зх. д.  | Канада                     | Нью-Брансвік — проходить через острів Дір[en]                                                                                      |
| 44°56′ пн. ш. 67°0′ зх. д. / 44.933° пн. ш. 67.000° зх. д. | США                        | Мен — проходить через острів Мус[en] та материк                                                                                    |
| 44°47′ пн. ш. 67°0′ зх. д. / 44.783° пн. ш. 67.000° зх. д. | Атлантичний океан          | Проходить західніше острова Великий Манан[en], Нью-Брансвік, Канада                                                                |
| 18°30′ пн. ш. 67°0′ зх. д. / 18.500° пн. ш. 67.000° зх. д. | Пуерто-Рико                | Проходить через острів Пуерто-Рико                                                                                                 |
| 17°58′ пн. ш. 67°0′ зх. д. / 17.967° пн. ш. 67.000° зх. д. | Карибське море             | Проходить західніше архіпелагу Лос-Рокес, Венесуела                                                                                |
| 18°30′ пн. ш. 67°0′ зх. д. / 18.500° пн. ш. 67.000° зх. д. | Венесуела                  | Проходить західніше Каракаса |
| 1°42′ пн. ш. 67°0′ зх. д. / 1.700° пн. ш. 67.000° зх. д.   | Колумбія                   | |
| 1°11′ пн. ш. 67°0′ зх. д. / 1.183° пн. ш. 67.000° зх. д.   | Бразилія                   | Амазонас Акрі |
| 10°11′ пд. ш. 67°0′ зх. д. / 10.183° пд. ш. 67.000° зх. д. | Болівія                    | |
| 22°32′ пд. ш. 67°0′ зх. д. / 22.533° пд. ш. 67.000° зх. д. | Аргентина                  | |
| 22°58′ пд. ш. 67°0′ зх. д. / 22.967° пд. ш. 67.000° зх. д. | Чилі                       | Приблизно на 14 км |
| 23°6′ пд. ш. 67°0′ зх. д. / 23.100° пд. ш. 67.000° зх. д.  | Аргентина                  | |
| 45°18′ пд. ш. 67°0′ зх. д. / 45.300° пд. ш. 67.000° зх. д. | Атлантичний океан          | Затока Сан-Хорхе |
| 46°49′ пд. ш. 67°0′ зх. д. / 46.817° пд. ш. 67.000° зх. д. | Аргентина                  | |
| 48°37′ пд. ш. 67°0′ зх. д. / 48.617° пд. ш. 67.000° зх. д. | Атлантичний океан          | |
| 54°10′ пд. ш. 67°0′ зх. д. / 54.167° пд. ш. 67.000° зх. д. | Аргентина                  | Проходить через острів Вогняна Земля                                                                                               |
| 54°58′ пд. ш. 67°0′ зх. д. / 54.967° пд. ш. 67.000° зх. д. | Чилі                       | Проходить через острови Піктон[es] та Леннокс[es]                                                                                  |
| 55°21′ пд. ш. 67°0′ зх. д. / 55.350° пд. ш. 67.000° зх. д. | Атлантичний океан          | Проходить східніше острова Десейт[es], Чилі                                                                                        |
| 60°0′ пд. ш. 67°0′ зх. д. / 60.000° пд. ш. 67.000° зх. д.  | Південний океан            | |
| 66°55′ пд. ш. 67°0′ зх. д. / 66.917° пд. ш. 67.000° зх. д. | Антарктида                 | Проходить через територію, на яку претендують Аргентина, Чилі та Велика Британія                                                   |